# قاضی رشید
ابوالحسین، احمد بن علی مصری، شهرت-لقب‌گرفته به قاضی رشید، (؟ -۱۱۶۸م ) قاضی مصری و سیاستمدار فاطمی بود که در شاخه‌های گوناگون علوم روزگارش مانند زبان‌شناسی، ادبیات، تاریخ، منطق، هندسه، اخترشناسی، موسیقی و پزشکی دانا بود. 